# Fondul construit de pe str. Zamfir Arbore (Chișinău)
Fondul construit de pe str. Zamfir Arbore este un complex de clădiri amplasat pe str. Zamfir Arbore – 1, 2, 2B, 4A, 5, 9, 10, 11, 12, 13, 18, 20, 22 în Chișinău, Republica Moldova. Este un monument arhitectural și de artă de importanță națională inclus în Registrul monumentelor Republicii Moldova ocrotite de stat cu nr. 283.03 (municipiul Chișinău).

## Clădiri

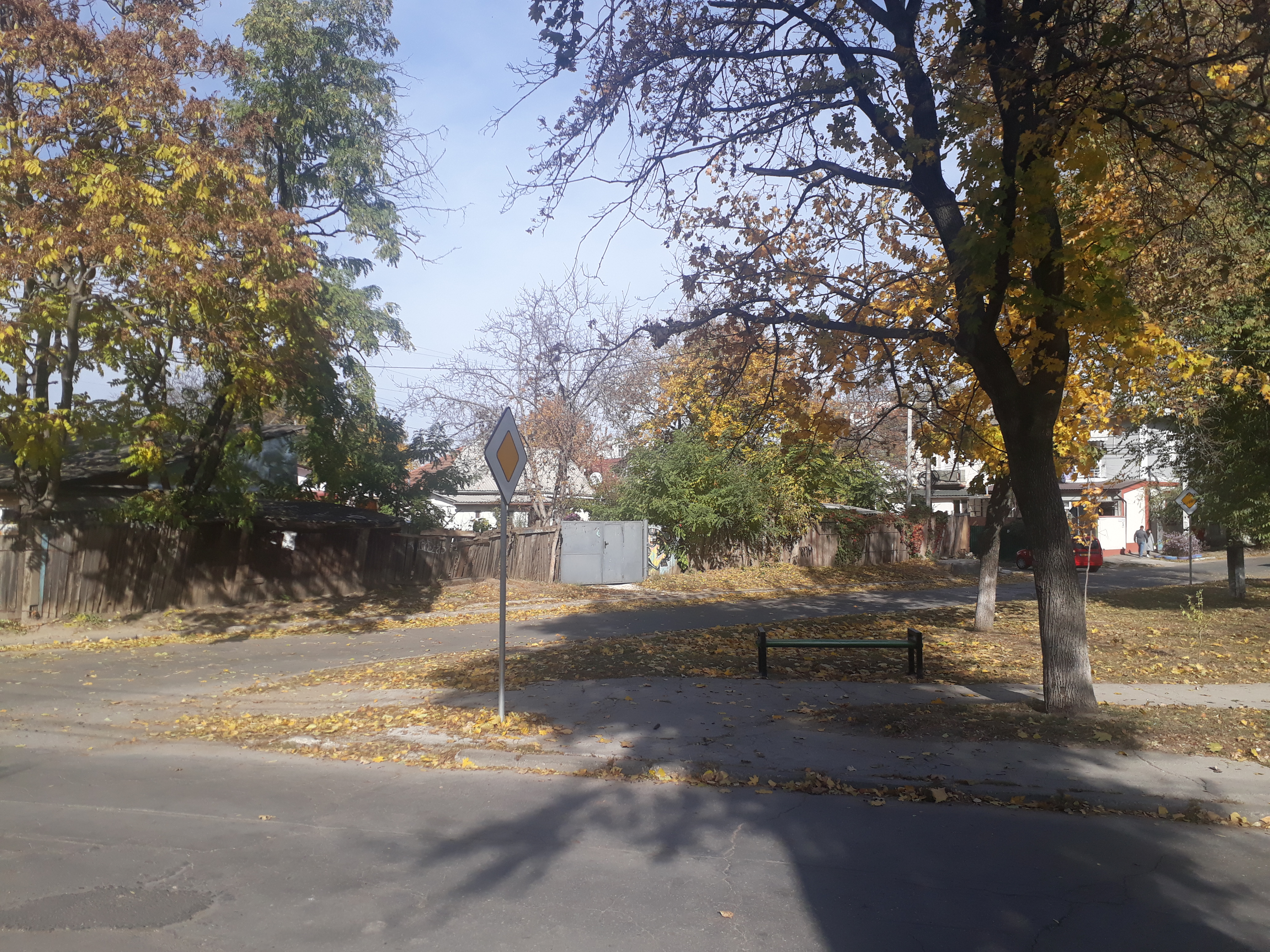
nr. 1
nr. 2 (?)
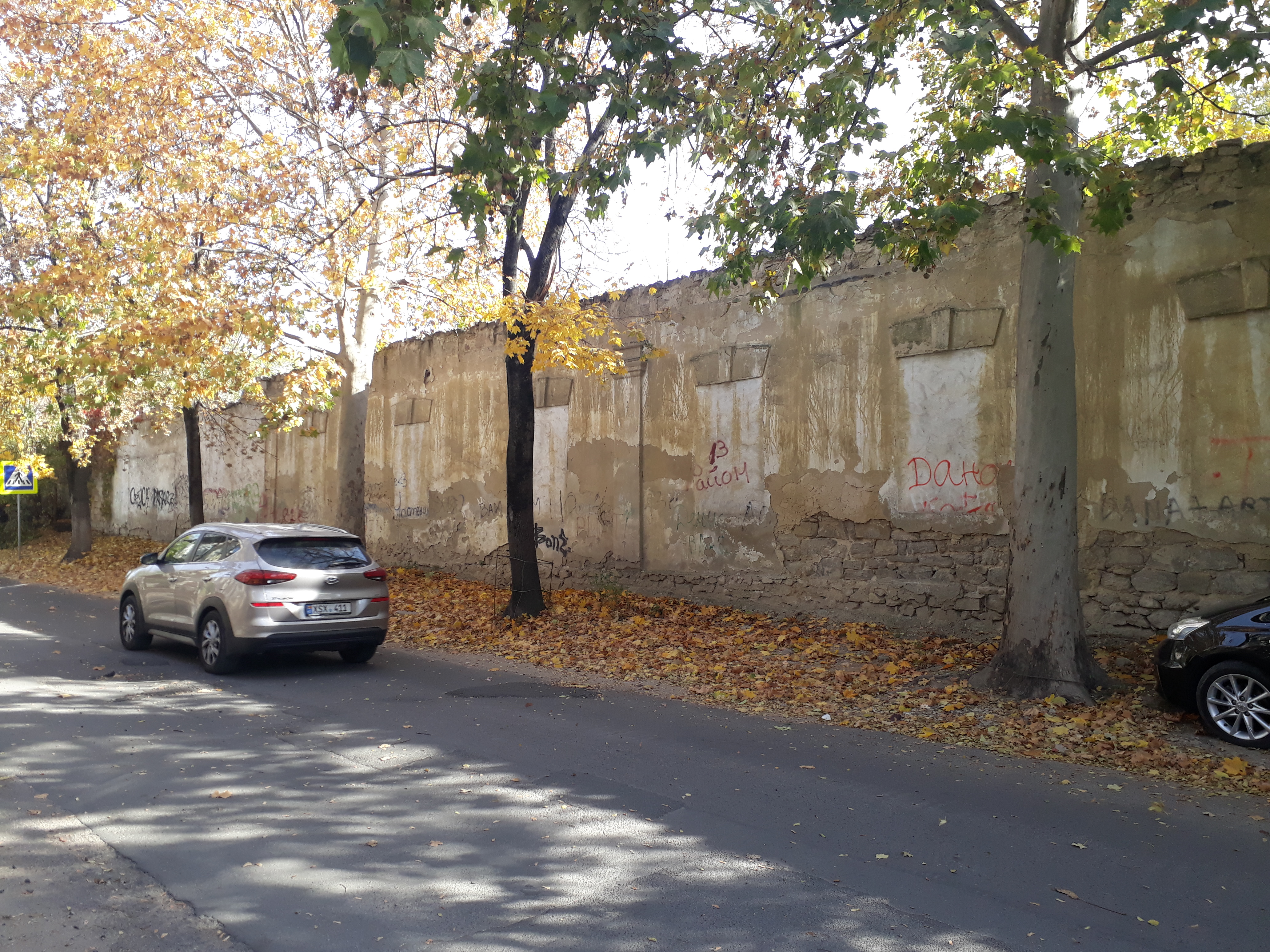
nr. 2B
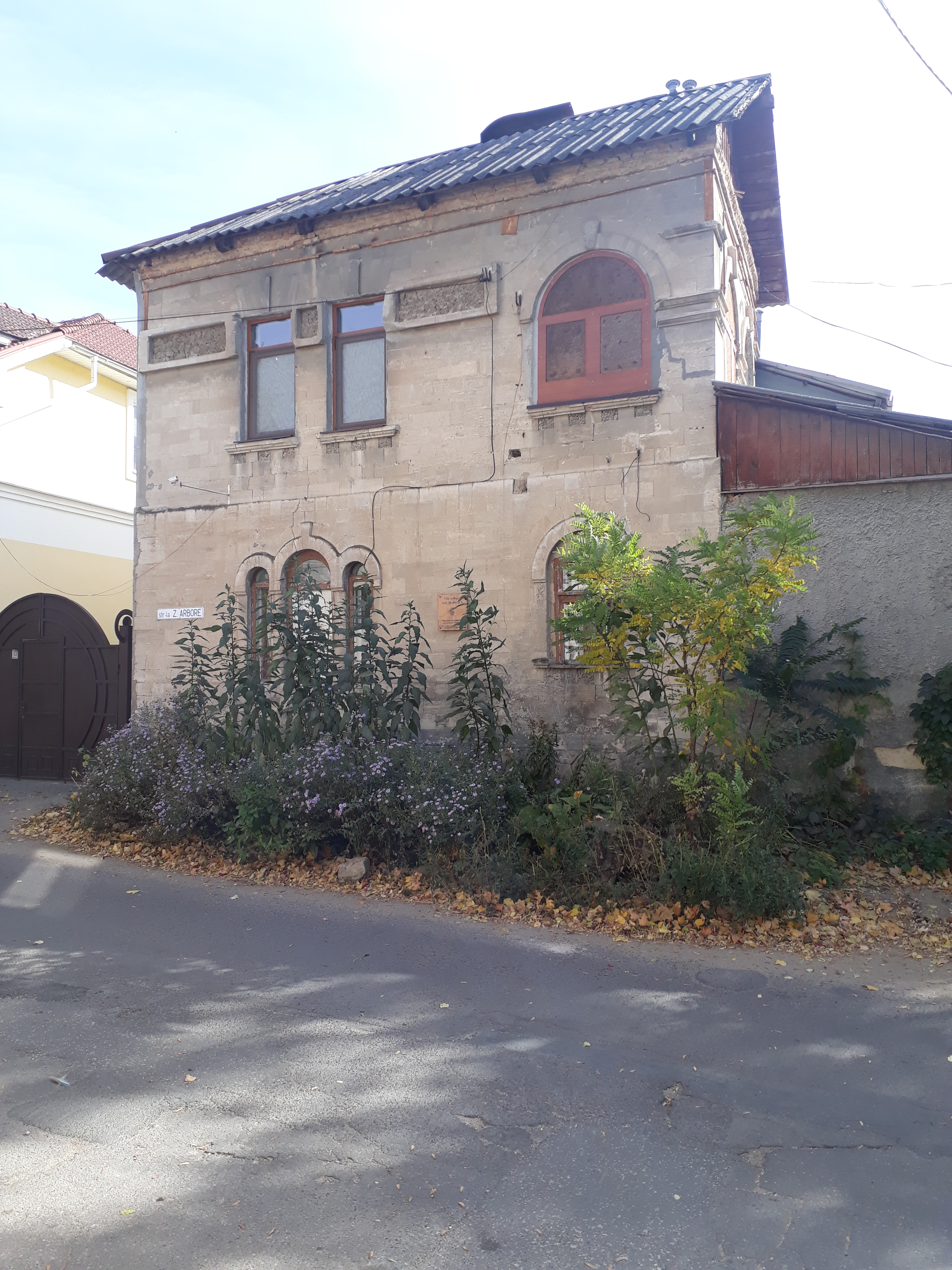
nr. 4A
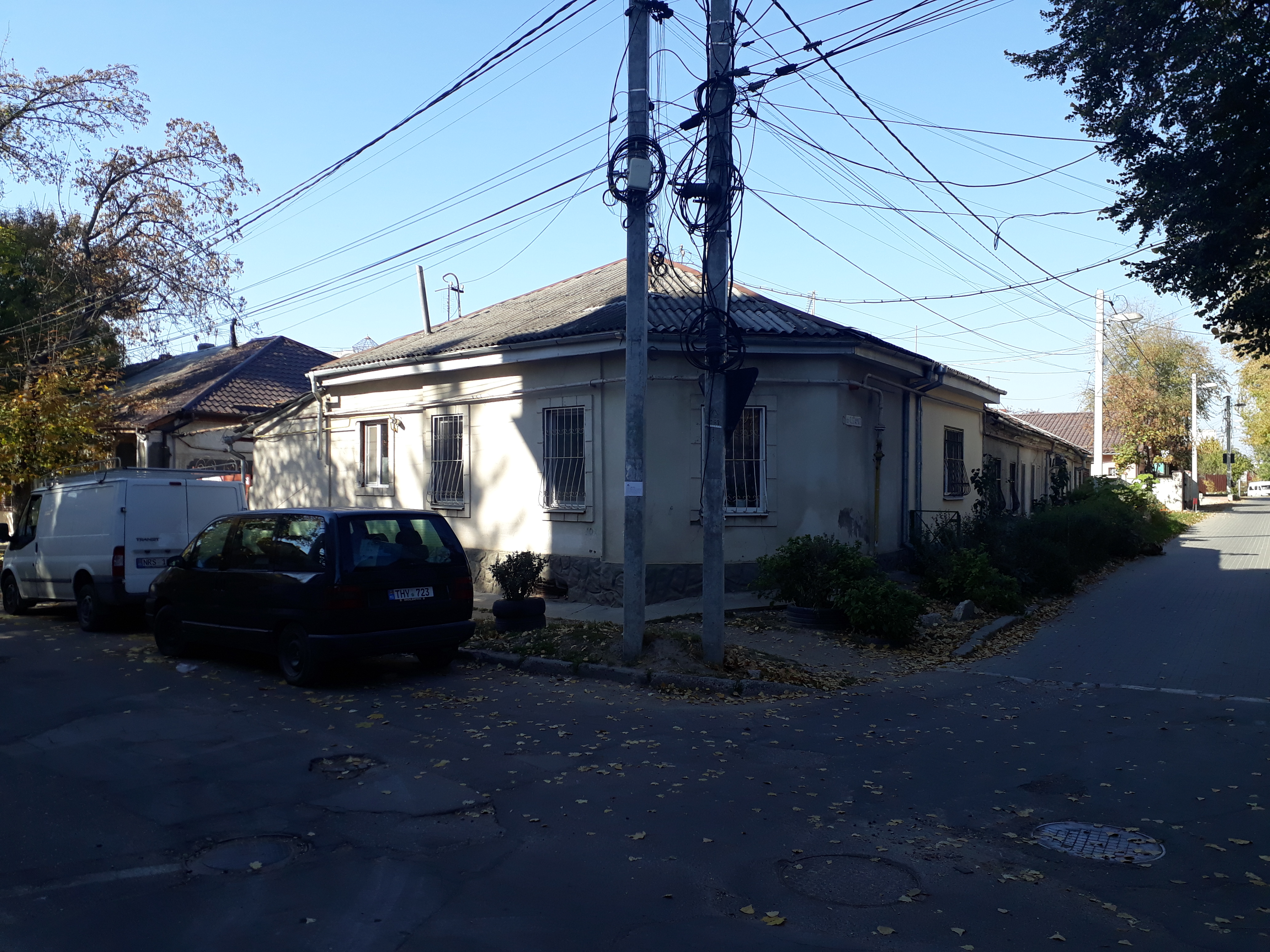
nr. 5
nr. 9 (?)
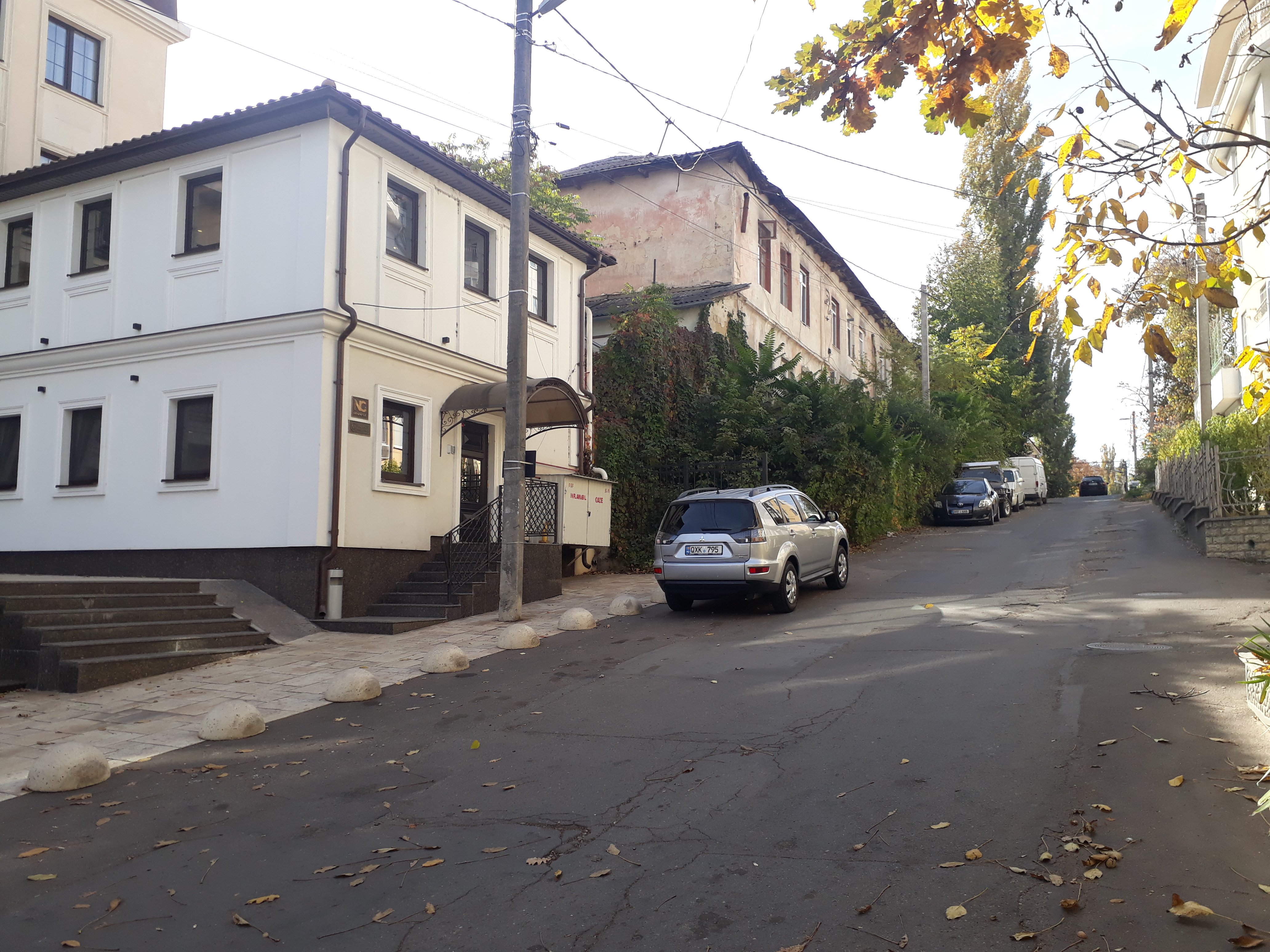
nr. 10 (prim-plan, stânga)
nr. 11 (?)
nr. 12 (?)
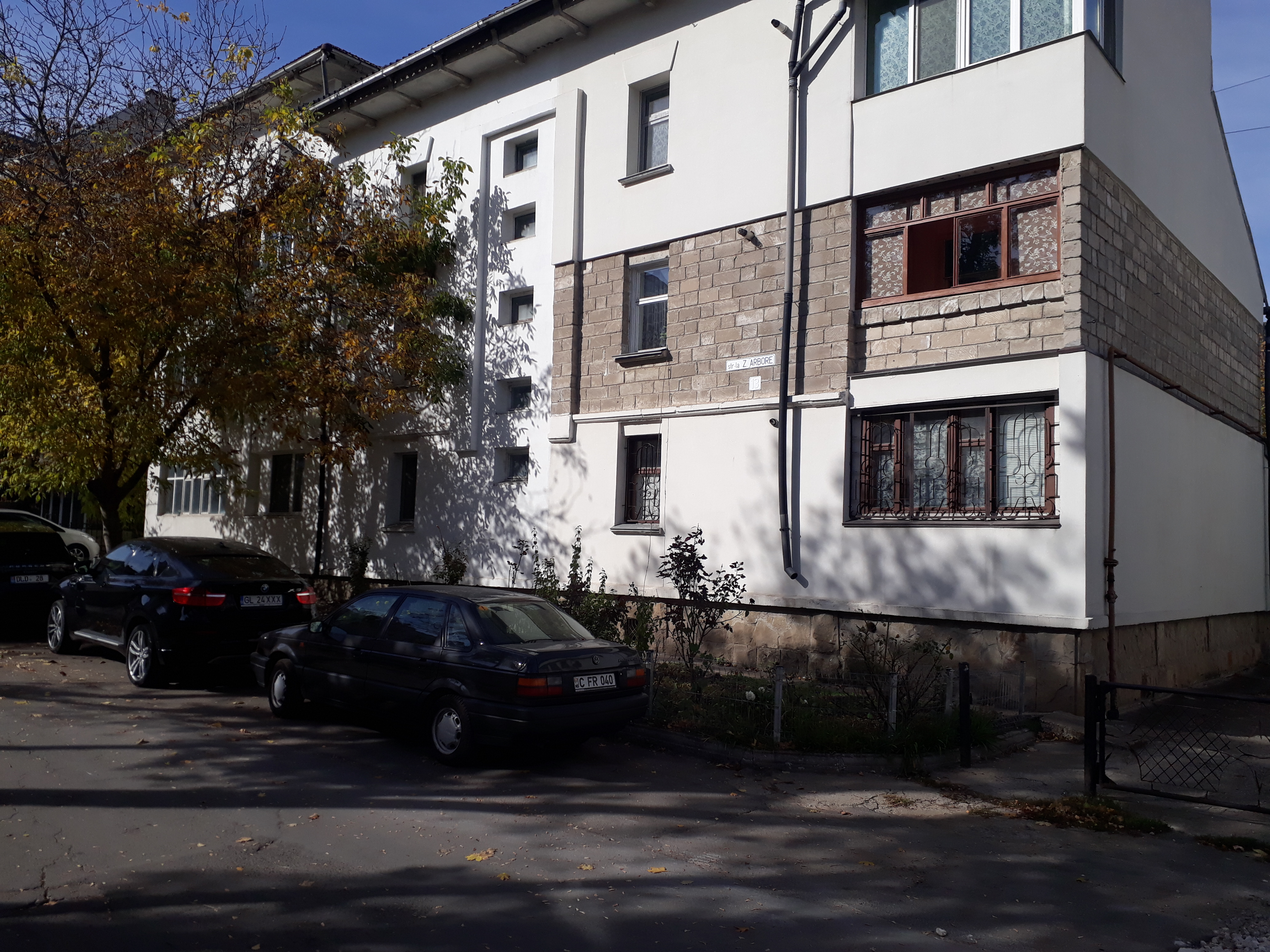
nr. 13 (inexistentă; în imagine o construcție nouă)
nr. 18 (?)
nr. 20 (?)
nr. 22 (?)